# Imposture (téléfilm)
 (décembre 2018).
Pour l’article homonyme, voir Imposture.
Pour plus de détails, voir Fiche technique et Distribution.
Imposture est un téléfilm franco-canadien, réalisé par Julien Despaux et diffusé le 3 mars 2017 sur France 2.

## Synopsis
Alors qu'elle est en mission dans le Grand Nord canadien, Alice Minville, jeune infirmière française installée au Québec depuis plusieurs années, est informée que sa mère Suzanne a été récemment victime d'un accident de voiture. A l'hôpital, on lui apprend que Suzanne est décédée, et que son père, Alexandre Caussey a fait rapatrier le corps à Aix-en-Provence à des fins d'inhumation. Mais pour Alice, son père est mort depuis 27 ans et il ne peut donc être à l'origine de cette démarche. Bien décidée à en savoir davantage, elle se rend aussitôt en France avec son ami Logan, juste à temps pour assister à l'inhumation de Suzanne, en présence de celui qui se dit son père et d'une jeune femme qui se prétend être… Alice elle-même. Faisant irruption chez Alexandre au milieu des invités rassemblés après la cérémonie, les deux jeunes gens se font éconduire, la fille de la maison présentant Alice comme étant Juliette Legrand, une infirmière psychotique responsable de Suzanne, et ayant pénétré son intimité jusqu'à se considérer comme sa propre fille.
De retour à l'hôtel, Alice s'aperçoit que son passeport a disparu. Evelyne Barthes, l'officier de police qui la reçoit alors, ne croit pas un mot de son histoire. Et pour cause, amie d'Alexandre, elle a été informée de la venue imminente d'une certaine Juliette cherchant à se faire passer pour Alice Minville. En sortant du commissariat, les deux jeunes gens se font héler par un certain Charles Meyer, qui reconnaît Alice comme s'appelant Juliette, et dont il se serait occupé lorsqu'elle était internée. Devant un tel imbroglio, Logan décide d'abandonner la partie et retourne au Canada. 
Dans l'impossibilité de prouver son identité, « Alice » est désormais seule. De quoi est réellement fait son passé ? Qui sont vraiment Alexandre Caussey et sa « fille » Lilli ? Paul Lafargue, qui s'apprête à épouser cette dernière et qui a connu la véritable Alice enfant sera t-il capable de déméler le vrai du faux ?

## Fiche technique
- Réalisation : Julien Despaux
- Créateurs et scénaristes : Soiliho Bodin, Nicolas Clément
- Dialogues : Elsa Marpeau
- Musique : Stéphane Le Gouvello
- Production : Christophe Carmona, François Charlent
- 1er Assistant Réalisateur : Yann Elmosnino
- Directeur Photo : Laurent Dhainaut
- Cadreur : Mathieu Bertholet
- Ingénieur Son : Benoît Iwanesko
- Directrice de Casting Paris : Laure Cochener
- Chef Costumière : Mélanie Gautier
- Chef Décoratrice : Vanessa Clert
- Coproduction Carma Films, Rendez-vous Production, avec la participation de France Télévisions, de 13ème Rue et de TV5 Monde

## Distribution
- Laura Smet : Alice Minville
- Alexia Barlier : Lilli
- Jacques Spiesser : Alexandre Caussey
- Pierre Perrier : Paul Lafargue
- Bastien Bouillon : Logan
- Adama Niane : Charles Meyer
- Claude Lecas : Sylvie Lafargue
- Yves Collignon : Georges Lafargue
- Suzy Pilloux : Marthe
- Karine Angeon : La codétenue
- Anne Le Forestier: La gardienne de prison
- Lou Gouaimbault: Alice enfant
- Lucien Hassler : Paul enfant
- Lilly Muffat-Joly : Théa enfant
- Nicole Choukroun : Evelyne Barthes, officier de police
- Gérard Palu : Le prêtre
- Laurène Fardeau : L'infirmière hôpital en France
- Éric Pecout : Le policier arrestation d'Alice
- Gilbert Traïna : Le réceptionniste de l'hôtel d'Alice

## Production

### Lieux de tournage
- Aix-en-Provence
  - Puyricard (Cimetière paysager du Grand Saint Jean)
  - La Duranne (hôtels)
  - Rue Gustave Desplaces (tunnel sous le Boulevard des Belges, scène finale avec moto)
- Éguilles
- Lançon-Provence
  - Domaine de Calissanne
  - Rochers Château-Virant
- Vitrolles
- Aéroport Marseille-Provence